# 静電場朔
静電場朔（せいでんば さく、英語: Dian、中国語: 静电场朔）は、中国のポップアーティスト、シンガーソングライター、アートディレクター、ファションデザイナー。株式会社大宇宙醸所属。レコードレーベルはModern Sky（摩登天空）。DiAN名義ではU/M/A/A (ユーマ) 所属。
2012年、北京から東京に拠点を移し、クリエティブレーベルとして株式会社大宇宙釀を設立。2015年から東京、上海、北京で個展を開き、2017年に音楽ユニットQuestion Children（問題児）を立ち上げ、歌手デビューを果たした。
2020年には、静電場朔がボーカルを務め、東京で様々なシーンの楽曲を手掛けるサウンドプロデューサーのA-bee（アービー）、コンポーザーのimmi（イミー）と共に「DiAN」(ディアン)を結成。U/M/A/Aレーベルより2020年7月に1stシングルとして、ロンドンエレクトリシティとの共作曲による楽曲「眼花 - yǎnhuā -」を配信。さらに2020年10月には、パックマン40周年コンピレーションアルバム『JOIN THE PAC - PAC-MAN 40th ANNIVERSARY ALBUM -』に２曲参加。「饕餮 TAOTIE」は静電場朔の中国語によるボーカルと、中国では多大なリスペクトを受けているラッパー、小老虎 (J-Fever)がフィーチャーされたヒップホップトラックを提供。またもう１曲はアメリカで82年に全米第9位となったバックナー&ガルシアによる大ヒット曲「PAC-MAN Fever」を大胆にエレクトロディスコにカバーした楽曲を提供し、バッファロー・ドーターとのスプリットEPとしても配信された。
DiANでは、作詞やMV、アートワーク、アパレルラインのデザインやディレクションも担い、音楽だけでなくビジュアル面のプロデュースも行っている。

## 人物
北京生まれ、アメリカ、ヨーロッパ、中東、アフリカに居住したことがある。2010年から「静電場朔」としてアート活動開始。

## ディスコグラフィー

### シングル
| 発売日         | 名義                         | タイトル                       | レーベル   | 備考                                                                                   | 形態           |
| -------------- | ---------------------------- | ------------------------------ | ---------- | -------------------------------------------------------------------------------------- | -------------- |
| 2019年11月4日  | 静電場朔                     | 都心特快（Metropolis Express） | Modern Sky | 作詞、ボーカル                                                                         | 配信(中国のみ) |
| 2020年7月24日  | DiAN (静電場朔, A-bee, immi) | 眼花 - yǎnhuā -                | U/M/A/A    | ロンドンエレクトリシティとの共作曲                                                     | 配信           |
| 2020年7月24日  | DiAN (静電場朔, A-bee, immi) | 饕餮 TAOTIE PAC-MAN Fever      | U/M/A/A    | 「PAC-MAN 40th ANNIVERSARY COLLABORATION Vol.3 」収録 Buffalo DaughterとのスプリットEP | 配信           |
| 2020年10月28日 | DiAN (静電場朔, A-bee, immi) | 饕餮 TAOTIE PAC-MAN Fever      | U/M/A/A    | 『JOIN THE PAC - PAC-MAN 40th ANNIVERSARY ALBUM -』収録                                | CD / 配信      |

### 映像作品
| 発売日         | タイトル                                                                  | 備考               |
| -------------- | ------------------------------------------------------------------------- | ------------------ |
| 2018年9月30日  | QUESTION CHILDREN- Yellow Magic Carnival/黄色魔法(Music Video)            | ディレクター、出演 |
| 2019年3月18日  | QUESTION CHILDREN- Montage/蒙太奇(Music Video Trailer)                    | ディレクター、出演 |
| 2019年9月24日  | 青花黄桃- 瓷都浪漫(China Romantic )(Music Video Trailer)(Chinese version) | ディレクター、出演 |
| 2019年11月21日 | 静電場朔（Diàn）-都心特快/Metropolis Express(Music Video)                 | ディレクター、出演 |
| 2020年7月24日  | DiAN (静電場朔, A-bee, immi) - 眼花 - yǎnhuā - (Music Video)              | ディレクター、出演 |
| 2020年7月24日  | DiAN (静電場朔, A-bee, immi) - 饕餮 TAOTIE (Music Video)                  | ディレクター、出演 |

### 参加作品
| 作品名                  | 発売日        | 収録            | 楽曲                      | 参加内容       |
| ----------------------- | ------------- | --------------- | ------------------------- | -------------- |
| 陰陽師《平安物语》第2季 | 2019年8月18日 | 阴阳师·平安物语 | 真夏绘卷                  | ボーカル、作詞 |
| 《青花黄桃》            | 2019年9月24日 |                 | 瓷都浪漫(China Romantic ) | ボーカル、作詞 |

### カバー曲
- 黄色魔法

細野晴臣(TIN PAN ALLEY)の「Yellow Magic Carnival」のカバー。
- 蒙太奇

槇原敬之の「モンタージュ」のカバー。

## 主な展覧会
- グループ展「デザイナー１００人」、東京芸術劇場ギャラリー、2014年
- 「触电 x TOUCHY x 明和電機」、China Xi’an Maker Faire 、2017年
- 二人展「墨絵展：妖怪吐息」[4]、神保町豊国ギャラリー、 本多豊国x 静电场朔、2017年
- 二人展「スチームパックの夢に出会った五人の少女」[5]、原宿Ｌｕｓｓｏ ｃａｆｅ、深谷陽 x 静电场朔、2018年
- 個展「化け物吐息」、上海Gallery Jupiter、2018年
- 個展「勿体無」[6]、奴奈川キャンパス、大地の芸術祭2019夏祭、HUBART瀚和文化、2019年8月10日 - 2019年8月18日

## 代表作
- 「Cube Cat」